# Rue Affre (Paris)
Pour les articles homonymes, voir rue Affre et Affre.
La rue Affre est une voie du 18e arrondissement de Paris.

## Situation et accès
Elle commence au 18, rue de Jessaint et finit au 7, rue Myrha. Elle conduit à l’église Saint-Bernard, construite en 1858 par l'architecte Auguste-Joseph Magne.

## Origine du nom
Cette voie rend honneur à Denys Auguste Affre (1793-1848), prélat français, archevêque de Paris tué accidentellement sur les barricades, le 26 juin 1848 alors qu'il allait porter des paroles de conciliation.

## Historique

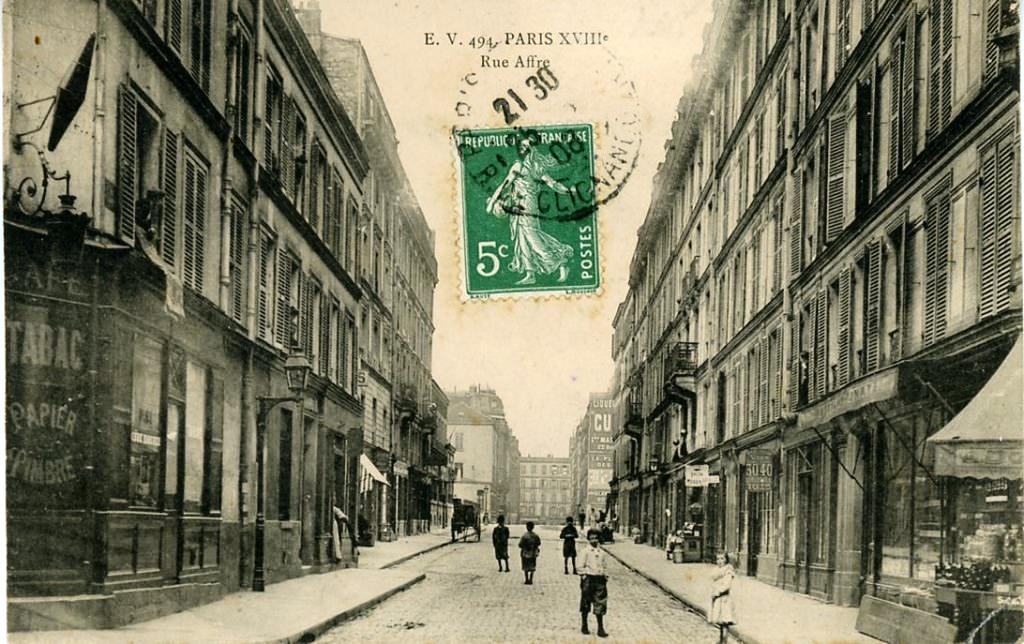
La rue Affre, depuis la rue de la Goutte-d'Or, vers le nord, dans les années 1900.

Cette voie de l'ancienne commune de la Chapelle est ouverte sous le règne de Louis-Philippe sous le nom  de « rue d'Alger ».
Classée dans la voirie parisienne par un décret du 23 mai 1863, elle prend la dénomination de « rue Affre » par un décret du 24 août 1864. 